# Маляренко Дмитро Петрович
Дмитро Петрович Маляре́нко (також Моляренко; нар. 1824, Уткине — пом. 26 лютого 1860) — український живописець; академік Петербурзької академії мистецтв з 1857 року.

## Біографія
Народився у 1824 році в селі Уткиному Катеринославської губернії Російської імперії. Був кріпаком поміщиці Мусіної-Пушкіної. 1848 року звільнений з кріпацтва.
Упродовж 1848—1850 років був вільним слухачем Петербурзької академії мистецтв, здобув атестат некласного художника портретного та історичного живопису. В 1855 році визнаний «призначеним» за портрет з натури «негоціанта Симонсона», в 1857 році отримав звання академіка за портрет товариша міністра внутрішніх справ Левшина.
Помер 14 [26] лютого 1860 року.

## Роботи

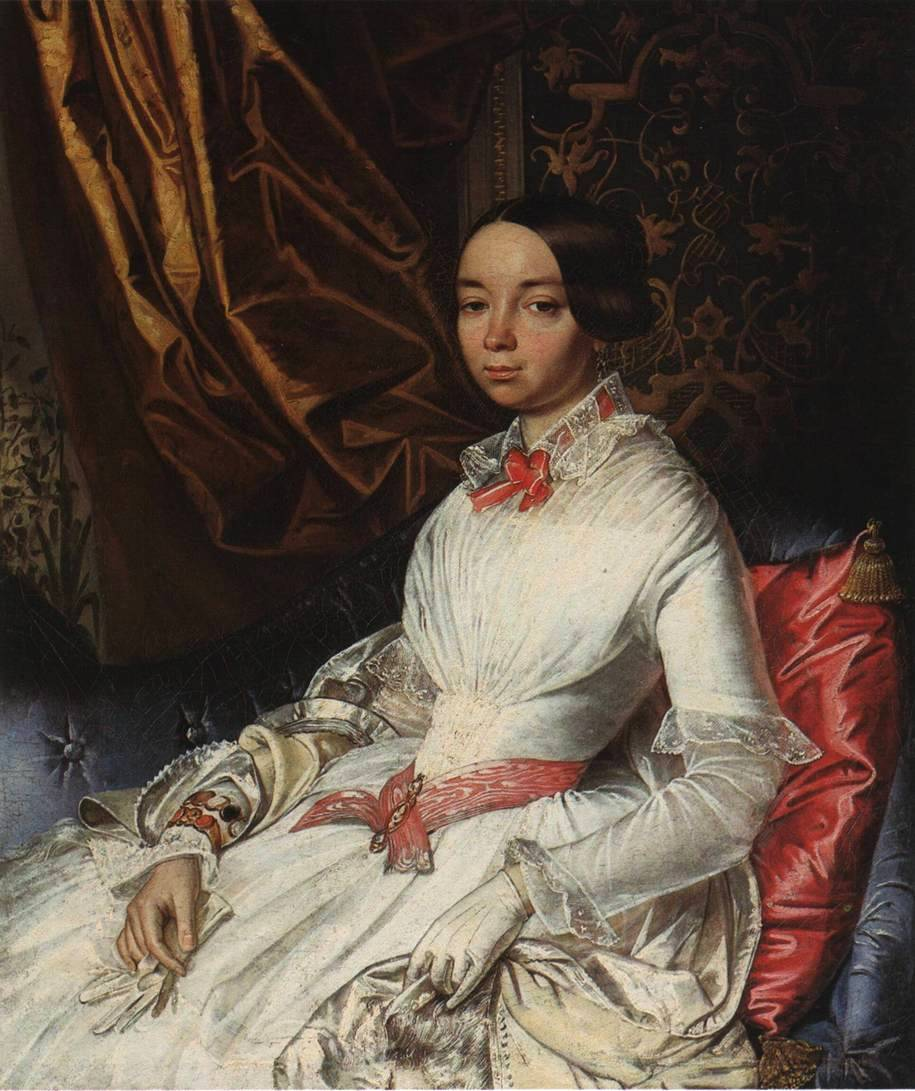
«Портрет молодої жінки в білому платті з рожевими стрічками».

- «Портрет молодої жінки в білому платті з рожевими стрічками» (1846; Російський музей)[1];
- «Портрет з натури купця Симонсона» (1855);
- «Портрет товариша міністра внутрішніх справ Левшина» (1857);
- «Портрет адмірала Петра Рікорда» (1859).